# Michel Holley
Michel Holley (Düsseldorf, 21 novembre 1924 – Parigi, 18 marzo 2022) è stato un architetto francese attivo a Parigi dagli anni 1950 agli anni 1970.
Svolse un ruolo di primo piano nella costruzione di grattacieli a Parigi.

## Biografia
Studiò architettura alla École nationale supérieure des beaux-arts di Parigi e fu allievo di Otello Zavaroni. Nel 1954 fu eletto Gran Massier.
Nel 1957 partecipò, sotto la direzione di Raymond Lopez, allo sviluppo di un'indagine sulle ristrutturazioni urbane da realizzare a Parigi. Questa indagine, che definì i settori "mal utilizzati" da ricostruire, servì da base per le grandi operazioni degli anni 1960 e 1970, in cui Michel Holley interpretò uno dei ruoli principali.
Responsabile, assieme a Raymond Lopez, del progetto Front-de-Seine, nel XV arrondissement, applicò il suo principio di "zonizzazione verticale", ispirato alla Carta di Atene di Le Corbusier: la costruzione di torri su zoccolo in pietra permetteva di separare la circolazione (nel seminterrato), degli spazi di lavoro (a livello del suolo) e degli alloggi (in altezza).
Holley diresse anche l'operazione Italie 13 che doveva coprire l'intero distretto con torri da Place d'Italie ai Boulevards des Maréchaux. La sua realizzazione di maggior successo rimane il distretto del complesso de Les Olympiades, dove utilizzò tecniche di costruzione seriali brevettate. Tuttavia, non riuscì a far realizzare il grande progetto della torre dell'Apogeo, che doveva raggiungere i 200 metri di altezza ai margini di Place d'Italie.

## Alcune opere
- Front-de-Seine
- Città Villette
- Torre La Villette
- Piano di programmazione Operazione Italia XIII; architetto di molte torri, tra cui la torre Antoine-et-Cléopâtre.